# 33441 Catherineprato
33441 Catherineprato este o planetă minoră (asteroid), cu un diametru de 2,495 km, din centura de asteroizi. A fost descoperită pe 22 martie 1999 la Stația Anderson Mesa de Lowell Observatory Near-Earth-Object Search. 
Obiectul prezintă o orbită caracterizată de o semiaxă mare de 2,401184 UAi, o excentricitate de 0,09, o înclinație de 6,77879 ° în raport cu ecliptica.